# Safra A. Catz

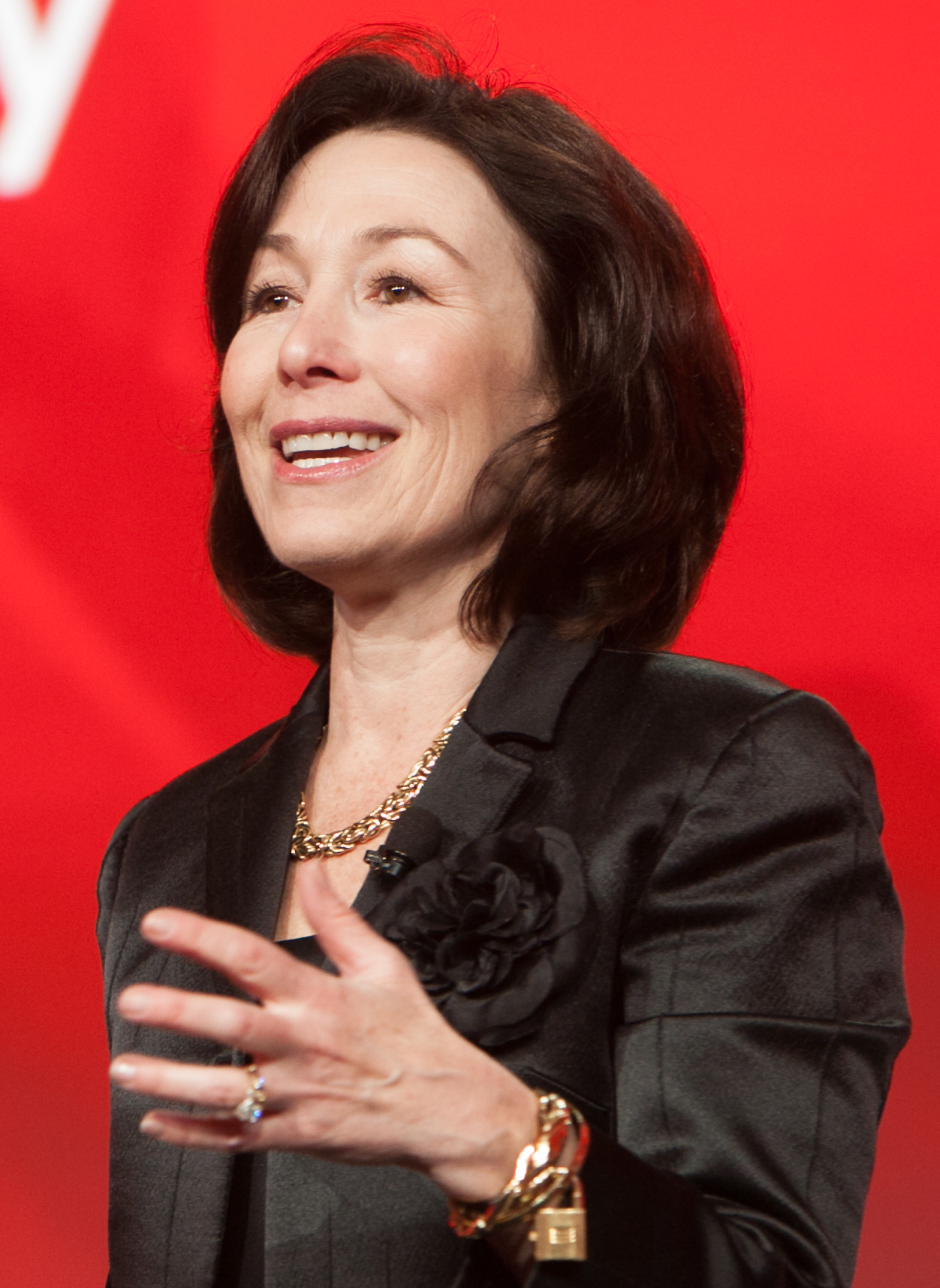
Safra Catz (2014)

Safra A. Catz (* 1. Dezember 1961 in Cholon, Israel) ist eine US-amerikanische Managerin und derzeit Chief Executive Officer der Oracle Corporation.

## Herkunft
Als Tochter jüdischer Eltern wurde Safra A. Catz in Israel geboren und zog im Alter von sechs Jahren mit ihrer Familie in die Vereinigten Staaten.

## Karriere
Safra A. Catz erwarb den Abschluss Bachelor an der Wharton School der University of Pennsylvania und den Grad JD an der Harvard Law School. Ab 1986 war sie für verschiedene Investmentbanken tätig. Catz wurde 1997 Direktorin der Investmentbank Donaldson, Lufkin & Jenrette. 1999 kam sie als Senior Vice President zu Oracle, wurde bald Executive Vice President und im Oktober 2001 Mitglied des Vorstandes.
In weiteren Karriereschritten wurde sie 2004 Präsidentin von Oracle, ab September 2010 gleichberechtigt neben Mark V. Hurd, der denselben Posten im Unternehmen bekleidete. 2011 übernahm Catz zusätzlich die Funktion der Chief Financial Officer.  Schließlich wurden Mark V. Hurd und sie 2014 beide Chief Executive Officer der Oracle Corporation, seit dem Tod von Hurd im Oktober 2019 besetzt sie diesen Posten im Unternehmen allein.
Zusätzlich zu ihren Aufgaben bei Oracle war Catz von 2008 bis 2015 Mitglied im Board of Directors von HSBC. 2017 wurde sie in das Board der Walt Disney Company berufen, dem sie seit 2018 angehört.

## Privatleben
Safra A. Catz ist verheiratet und hat zwei Kinder.